# Logika matematyczna
Logika matematyczna – dział matematyki, który wyodrębnił się jako samodzielna dziedzina na przełomie XIX i XX wieku, wraz z dążeniem do dogłębnego zbadania podstaw matematyki. Koncentruje się ona na analizowaniu zasad rozumowania oraz pojęć z nim związanych z wykorzystaniem sformalizowanych oraz uściślonych metod i narzędzi matematyki.
W początkowym okresie rozwoju tego działu używano też nazwy logika symboliczna (w celu odróżnienia od logiki filozoficznej). Nazwa logika matematyczna została użyta po raz pierwszy przez włoskiego matematyka Giuseppe Peana.

## Rys historyczny
Korzenie logiki matematycznej tkwią w badaniach Gottfrieda Leibniza, ale jej burzliwy rozwój zaczął się w pierwszej połowie XIX wieku w wyniku prac George'a Boole'a i Augusta De Morgana nad algebraizacją logiki. Niektóre z ważniejszych wydarzeń w historii logiki matematycznej:
- 1879: Gottlob Frege rozwija formalny rachunek logiczny bliski dzisiejszej logice drugiego rzędu[1].
- Lata 70. XIX wieku: niemiecki matematyk Georg Cantor rozwija podstawy współczesnej teorii mnogości.
- 1892–1908: Peano publikuje wielotomowy formalny wykład matematyki Formulario mathematico. Część dotycząca logiki matematycznej miała duży wpływ na późniejsze prace.
- 1899: David Hilbert podaje pierwsze, formalnie poprawne, aksjomatyczne ujęcie geometrii klasycznej, właściwie ją formalizując i podając 21 aksjomatów[2].
- 1908: Ernst Zermelo przedstawia pierwszą próbę aksjomatyzacji teorii mnogości[3]. Lista aksjomatów zaproponowana przez Zermela została niezależnie poprawiona przez Thoralfa Skolema i Abrahama Fraenkla około roku 1922. Dzisiaj aksjomaty te, znane jako aksjomaty Zermela-Fraenkla, są powszechnie akceptowaną podstawą teorii mnogości i całej matematyki.
- 1910–1913: Bertrand Russell i Alfred North Whitehead pracują nad formalizacją matematyki i logiki zawierając swoje wyniki w trzytomowej monografii Principia mathematica.
- 1929: austriacki matematyk Kurt Gödel dowodzi w swojej rozprawie doktorskiej, że każda niesprzeczna teoria pierwszego rzędu ma model (twierdzenie Gödla o zupełności)[4].
- 1931: Gödel publikuje sławne dwa twierdzenia o niezupełności[5].
- 1933: Alfred Tarski publikuje sławną pracę o niedefiniowalności pojęcia prawdy[6].
- 1936: Alan Turing wprowadza pojęcie maszyny Turinga zaczynając systematyczne badania funkcji obliczalnych i wykazując nierozstrzygalność problemu stopu.
- 1963/64: Paul Cohen wprowadza metodę forsingu[7][8][9].

## Współczesne badania
Zgodnie z klasyfikacją badań naukowych w matematyce prowadzoną przez Amerykańskie Towarzystwo Matematyczne, aktualne badania w logice matematycznej (oznaczonej kodem 03-xx Mathematical logic and foundations) są podzielona na osiem działów. Wśród nich znajdują się:
- 03Bxx Logika ogólna
- 03Cxx Teoria modeli
- 03Dxx Teoria rekursji
- 03Exx Teoria mnogości
- 03Fxx Teoria dowodu
- 03Gxx Logika algebraiczna
- 03Hxx Teoria modeli niestandardowych

Jednym z podstawowych źródeł o stanie badań we współczesnej logice matematycznej jest Handbook of Mathematical Logic. Zgodnie z tym źródłem (i jego podziałem na 4 części), można uznać, że teoria dowodu, teoria modeli, teoria rekursji i teoria mnogości są czwórką na którą składają się fundamenty matematyki.

## Polscy matematycy
Logika matematyczna jest jedną z tych dziedzin matematyki, w których wkład polskich matematyków był i jest bardzo istotny. Matematycy związani zarówno z warszawską szkołą matematyczną jak i z lwowską szkołą matematyczną byli zainteresowani problemami w szeroko rozumianej logice matematycznej, choć często zainteresowania te były motywowane ich pracami w topologii czy też analizie funkcjonalnej. Między innymi dlatego pierwsze wyspecjalizowane czasopismo matematyczne na świecie, założone w Polsce Fundamenta Mathematicae, było poświęcone właśnie podstawom matematyki, logice matematycznej i związanym z nimi dziedzinom: topologii, analizy rzeczywistej i teorii miary.
Tradycje te są kontynuowane współcześnie przez wielu polskich matematyków pracujących w kraju jak i poza jego granicami. Wśród polskich matematyków powszechnie uznanych za wybitnych, ważny wkład w rozwój logiki matematycznej mieli:
- Stefan Banach (1892–1945),
- Zygmunt Janiszewski (1888–1920),
- Bronisław Knaster (1893–1980),
- Kazimierz Kuratowski (1896–1980),
- Stanisław Leśniewski (1886–1939),
- Jan Łukasiewicz (1878–1956),
- Jerzy Łoś (1920–1998),
- Edward Marczewski (1907–1976),
- Stanisław Mazur (1905–1981),
- Andrzej Mostowski (1913–1975),
- Otton Nikodym (1887–1974),
- Helena Rasiowa (1917–1994),
- Wacław Sierpiński (1882–1969),
- Roman Sikorski (1920–1983),
- Alfred Tarski (1901–1983),
- Stanisław Ulam (1909–1984).